# Православие в Монголии
Правосла́вие в Монго́лии — христианская деноминация, получившая распространение в Монголии с конца XIX века и представленная в стране Русской православной церковью, имеющей в столице Улан-Баторе заново построенный  в 2009 году Троицкий собор.
На 2011 год чисто православных в Монголии насчитывало около 1 тысячи человек, что составляет около 0,04 % населения страны.

## История
Проникновение православия на территорию Монголии началось задолго до сооружения первого храма Русской церкви в стране. В 1330 году из русских пленников (вероятнее всего, православных по вероисповеданию) был образован особый отряд Пекинской гвардии.
Есть сведения о том, что в 1685 году маньчжуры пленили в районе Амура и передали на службу Богдыхану несколько сотен русских землепроходцев, в числе которых был священник Максим, который мог оказаться первым в Монголии православным миссионером.
В 1860 году, в результате подписания Пекинского трактата, российской стороне было предоставлено право открытия консульства в столице Внешней Монголии — Урге. В 1863 году в Ургу прибыл штат консульства с конвоем из 20 казаков; их силами было возведено здание консульства, а также непосредственно примыкающая к нему православная церковь в честь Святой Троицы, в которой 22 марта 1864 года забайкальским священником Иоанном Никольским было совершено первое богослужение.
После ареста оккупационными китайскими властями в ноябре 1920 года белогвардейского полковника Михаила Торновского, бывшего старостой храма, что было вызвано неудачной попыткой штурма города Азиатской дивизией Унгерн-Штернберга, Троицкая церковь, за исключением икон, была разграблена "аньхойцами". После взятия города Унгерном белогвардейским отрядом Унгерн-Штернберга в феврале 1921 года, настоятель Троицкой церкви Феодор Парняков, после трёхдневного допроса по подозрению в связях с большевиками, был изрублен шашками.
До 1929 года на территории страны существовали четыре православные храма которые были закрыты в ходе антирелигиозной кампании в  1930-е годы.
В ноябре 1996 года в Улан-Баторе был возрождён православный приход, а в 2000-е годы возведено новое здание храма.
С 2000-х годов существует православный приход в Эрдэнэте, втором по величине городе Монголии, созданный во многом стараниями старосты прихода Лидии Владимировны Цэрэндорж.
С 2009 года Троицким приходом издаётся православная газета «Троица» на монгольском и русском языках, выходят монголоязычные сборники православных молитв.